# Débarcadères

Débarcadères est le premier recueil de poèmes important de Jules Supervielle. Paru en 1922, il eut un important succès.

## Les poèmes du recueil
Ces poèmes évoquent des villes portuaires, le voyage et les pays lointains
- Marseille
- Paquebot
- Équateur
- La piste
- Colons sur le Haut-Parana
- La métisse
- Derrière ce ciel éteint
- Sous les palmiers
- Le montagne prend la parole
- L'escale portugaise
- L'escale brésilienne
- Regret de l'Asie en Amérique
- Que m'importe
- Voyageur, voyageur
- Iguazú